# 세류역
세류역(細柳驛, Seryu station)은 경기도 수원시 권선구 장지동에 위치한 수도권 전철 1호선의 철도역이다. 인근에 수원공군기지가 있다.

## 역사
- 1954년 3월 10일 : 신호소로 영업 개시
- 1984년 3월 1일 : 배치간이역으로 승격
- 1987년 6월 18일 : 역사 증축
- 2003년 4월 30일 : 수도권 전철 1호선 연장 개통(수원 - 병점 간 7.2km), 보통역으로 승격
- 2009년 12월 1일 : 철도승차권 단말기 철거
- 2010년 1월 21일: 당정역 개업으로 1호선 역번호가 P155번에서 P156번으로 변경
- 2014년 7월 10일 : 위탁역으로 격하

## 역 구조
상행 방향은 부본선이 설치되어 있으나, 하행 방향은 노반만 준비되어 있는 2면 3선의 혼합식 승강장이지만 2, 3번 승강장(2면 2선)만 사용한다. 그 외에 중간에 주로 간선열차가 사용하는 복선의 통과선(경부1선)이 있다.
인접한 수원공군기지와 연결되는 인입선이 2개소 부설되어 있어 이를 통해 공군의 항공유, 탄약 등의 군 화물을 취급한다. 아울러 군사 시설과 바로 붙어 있는 입지 조건으로 인해 공군기지 쪽으로는 방음벽이 설치되어 있고 선하 역사의 형태로 지어졌다. 출구는 1개이다. 스크린도어가 설치되어 있다.

### 승강장
| ↑수원      |
| ４３ \| ２ |
| 병점↓      |

| 2 | ● 수도권 전철 1호선 | 병점(한신대)·평택 · 천안 · 신창 방면 |
|   | 경부선              | 통과선                               |
| 3 | ● 수도권 전철 1호선 | 수원 · 안양 · 구로 · 광운대 방면     |
| 4 |                     | (군용선)                             |

## 역 주변
- 수원공군기지
- 권선중학교
- 남수원초등학교
- 세류치안센터
- 수원종합버스터미널
- 이마트 수원점
- 경기도평생교육학습관
- 경기도남부지방경찰청 지하철경찰대
- 곡정초등학교
- 수원아이파크 시티

## 승차량 변동
| 노선   | 승차 인원 | 승차 인원 | 승차 인원 | 승차 인원 | 승차 인원 | 승차 인원 | 승차 인원 | 승차 인원 | 승차 인원 | 승차 인원 | 승차 인원 | 승차 인원 | 승차 인원 | 승차 인원 | 승차 인원 | 승차 인원 | 승차 인원 | 승차 인원 | 승차 인원 | 승차 인원 | 주 석 |
| 노선   | 2003년    | 2004년    | 2005년    | 2006년    | 2007년    | 2008년    | 2009년    | 2010년    | 2011년    | 2012년    | 2013년    | 2014년    | 2015년    | 2016년    | 2017년    | 2018년    | 2019년    | 2020년    | 2021년    | 2022년    | 주 석 |
| ------ | --------- | --------- | --------- | --------- | --------- | --------- | --------- | --------- | --------- | --------- | --------- | --------- | --------- | --------- | --------- | --------- | --------- | --------- | --------- | --------- | ----- |
| 경부선 | 3509      | 3890      | 4601      | 4489      | 4577      | 4763      | 4717      | 4764      | 4976      | 4883      | 4814      | 4483      | 4252      | 4278      | 4247      | 4023      | 3957      | 2587      | 2573      | 2912      | [ 3 ] |

## 인접한 역
| 경부선                | 경부선                          | 경부선                       |
| --------------------- | ------------------------------- | ---------------------------- |
| P155 수원 광운대 방면 | ● 수도권 전철 1호선 경부선 완행 | P157 병점 서동탄 · 신창 방면 |

1. ↑  연천 기점 112.3 km
2. ↑  수인선을 경부선과 연결하기 위해 수인선 수원역 - 고색역 사이에서 분기해 세류역과 연결하려 했으나 지역 주민들의 지하화 요구에 따른 재설계로 인한 예산 문제와 단거리로 지상과 지하를 이음에 따라 발생하는 급경사라는 기술적 문제로 취소되었다.
3. ↑  “통계자료 - 한국철도공사”. 2022년 1월 8일에 확인함.

## 사진

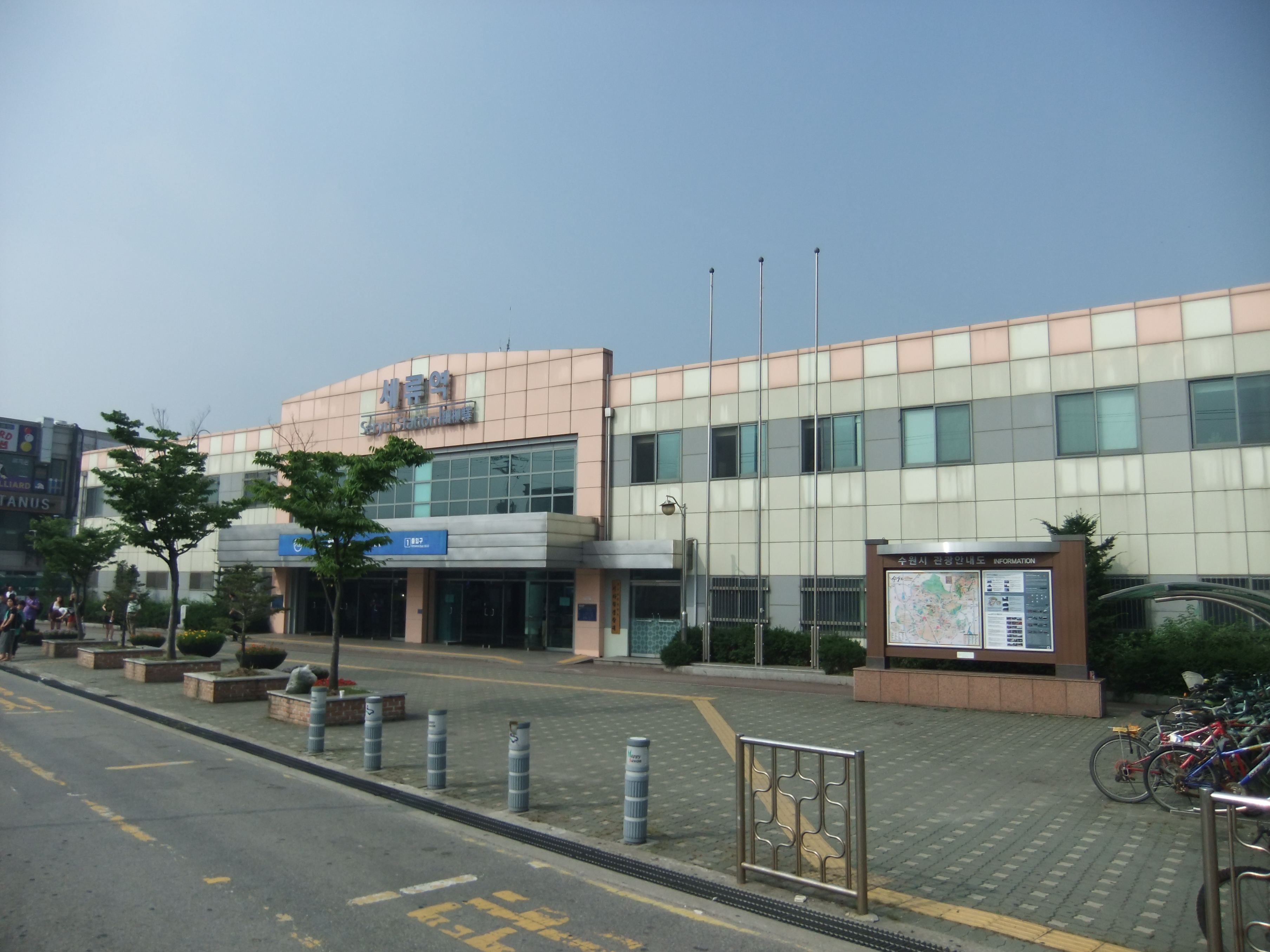
2013년 7월 경의 역사 모습
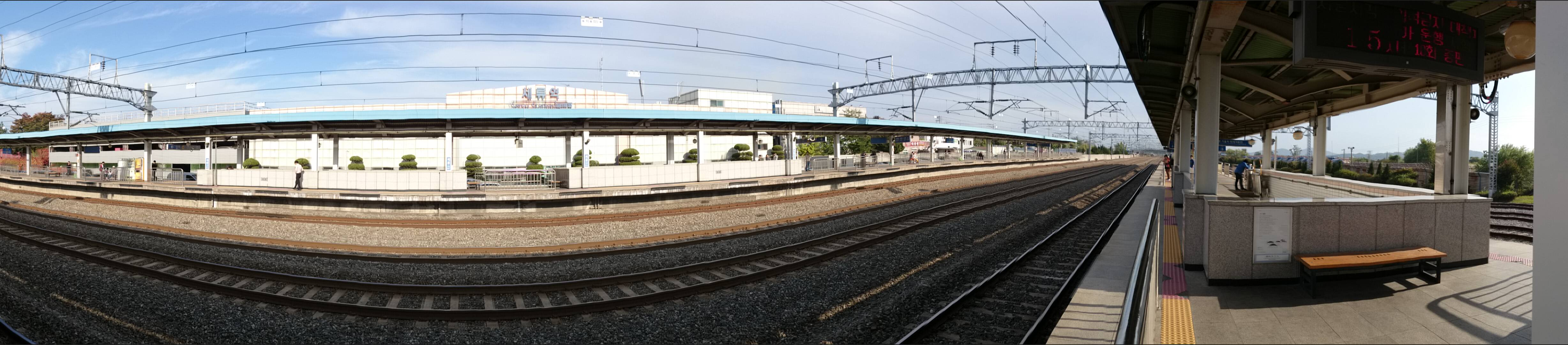
역 구내 전경 (스크린도어 설치 전)
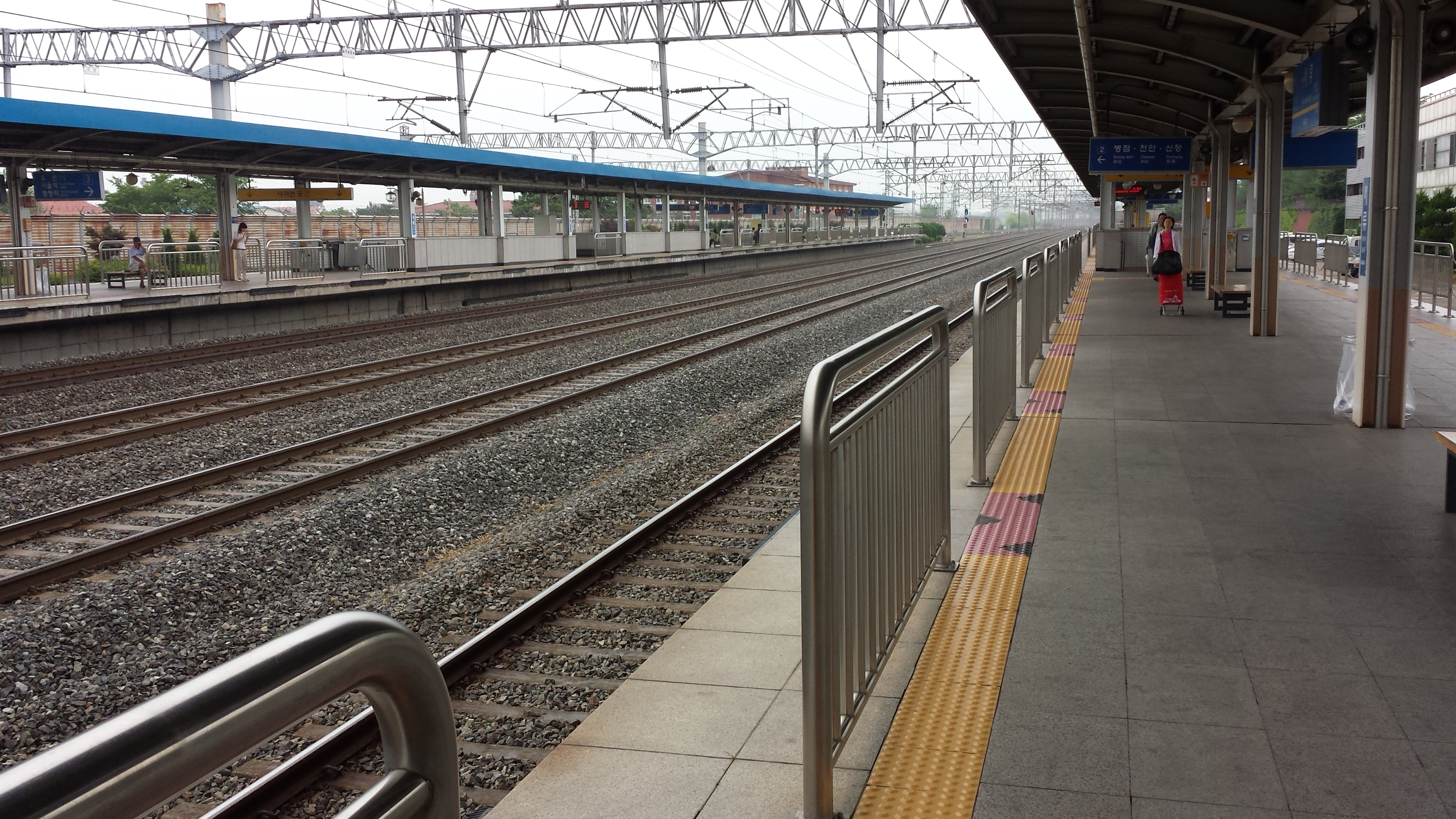
승강장 (스크린도어 설치 전)